# تخفيض الانبعاثات المعتمدة

وحدات خفض الانبعاثات المعتمدة حسب البلد المنشأ في أكتوبر 2012.

تخفيض الانبعاثات المعتمدة (بالإنجليزية: Certified Emission Reduction)‏، هي نوع من وحدات الانبعاثات  الصادرة عن المجلس التنفيذي لآلية التنمية النظيفة من أجل تخفيضات الانبعاثات التي تحققها مشاريع آلية التنمية النظيفة والتحقق منها من قبل كيان تشغيلي معين وفقاً لقواعد بروتوكول كيوتو. وحدة بروتوكول كيوتو تساوي 1 طن متري من مكافئ ثاني أكسيد الكربون. ويتم إصدار شهادات خفض الانبعاثات لخفض الانبعاثات من أنشطة مشاريع آلية التنمية النظيفة. نوعين من شهادات خفض الانبعاثات تسمى الأولى شهادة تخفيض انبعاثات مؤقت (tCERs) والثانية شهادة تخفيض انبعاثات على المدى الطويل (lCERs) وتُصدَر تبعا لإزالة الانبعاثات نتيجة لمشاريع آلية التنمية النظيفة في مجالي التحريج وإعادة التحريج.